# Zoë Lund
Zoë Tamerlis Lund (znana także jako Zoë Tamerlaine; ur. 9 lutego 1962 w Nowym Jorku, zm. 16 kwietnia 1999 w Paryżu) – amerykańska aktorka, modelka, scenarzystka oraz aktywistka społeczna. Znana ze współpracy z Ablem Ferrarą przy filmach Kaliber 45 (1981) oraz Zły porucznik (1992). Była propagatorką zażywania narkotyków oraz zwolenniczką ich legalizacji.

## Życiorys

### Początki
Zoë Tamerlis urodziła się 9 lutego 1962 roku na Manhattanie w Nowym Jorku. Jej ojciec Victor był z pochodzenia Grekiem. Matka, Barbara Lekberg, była amerykańską rzeźbiarką szwedzkiego pochodzenia. Zoë przez krótki okres uczęszczała do muzycznej uczelni Manhattan School of Music, którą jednak rzuciła po dwóch miesiącach, skupiając większą uwagę na aktorstwie.

### Lata 80.
Zoë Tamerlis zadebiutowała na ekranie w filmie Abla Ferrary pt. Kaliber 45, który był klasycznym przykładem „rape and revenge movie”. Tamerlis zagrała w nim młodą niemówiącą dziewczynę, która zostaje zabójczynią po tym jak zostaje zgwałcona przez dwóch mężczyzn. Mimo nikłej popularności w czasie premiery, Kaliber 45 stał się kultowym filmem kina niezależnego, a oceniający go po latach krytycy docenili występ Tamerlis. Aktorka po latach wyznała, że w początkowych etapach film powstawał niemal bez scenariusza, a jedynie z krótkim zarysem niektórych scen, dzięki czemu miała bardzo duży wpływ na kreację swojej postaci.
Kolejnym filmem aktorki były Efekty specjalne (1984) Larry’ego Cohena, w którym wcieliła się w podwójną rolę. Film opowiadał historię reżysera, który kręci film na podstawie popełnionego przez siebie morderstwa. W latach 1980. aktorka wystąpiła jeszcze gościnnie w serialach Policjanci z Miami (1985; 1. odcinek 2. sezonu) oraz Hothouse (1988), a także w krótkometrażowym filmie The Houseguest (1989).

### Zły porucznikoraz późniejsza kariera
Zoë Lund, osobno z Nicholasem St. Johnem, napisała scenariusz do filmu Zły porucznik, którego reżyserem był Abel Ferrara. Zagrała w nim także poboczną rolę kobiety, która pomagała zdobyć i zażywała heroinę z głównym bohaterem granym przez Harveya Keitela. Lund stwierdziła w wywiadzie, że w scenie z jej udziałem aktorzy zażywali na planie prawdziwe narkotyki. W tym samym wywiadzie powiedziała także, że była główną twórczynią filmu, jako scenarzystka i współreżyserka niektórych scen, implikując to, że Ferrara nie przypisał jej wystarczającego autorstwa filmu.
Lund znalazła się na festiwalu filmowym w Rotterdamie w 1993 roku; w ramach podziękowania nakręciła niespełna dwuminutowy film dokumentalny Hot Ticket, w którym zagrała także jedną z dwóch ról. Dokument powstał na potrzeby zbiorowej pracy Scenes from Rotterdam, w którym reżyserka Mijke de Jong zebrała wszystkie krótkie dokumenty nakręcone na potrzeby festiwalu. Hot Ticket dołączony został do wydania DVD Złego porucznika we Francji.
W 1996 roku Lund napisała pierwszy szkic scenariusza do filmu Hotel New Rose (1998), który jednak mocno różnił się od końcowego wyglądu filmu. Pracowała także nad scenariuszem biograficznego filmu o modelce Gii Carangi, pozostawiając pośmiertnie wiele nieopublikowanych materiałów. Mimo że Lund nigdy osobiście nie spotkała Carangi, wystąpiła w dotyczącym jej osoby dokumencie The Self-Destruction of Gia, w którym opowiedziała o własnym uzależnieniu od heroiny.
Abel Ferrara w latach 90. planował nakręcić biografię Piera Paolo Pasoliniego, w którym główną rolę miała zagrać Lund. Plany te zostały jednak przerwane śmiercią aktorki. Ostatecznie Ferrara nakręcił film Pasolini w 2014, z Willemem Dafoe w tytułowej roli.

## Życie prywatne
Między 1979 a 1986 rokiem była życiową towarzyszką Edouarda de Laurota, starszego o 40 lat reżysera o polsko-francuskich korzeniach. W 1986 roku poślubiła Roberta Lunda i od tej pory występowała pod jego nazwiskiem (nie licząc filmu The Houseguest, 1989, w którym podpisana została jako Zoe Tamerlaine). Mimo że para nigdy się nie rozwiodła, pod koniec życia Zoë mieszkała z nowym partnerem. Aktorka była chrześcijanką.
Lund przez wiele lat była uzależniona od narkotyków, a jej „narkotykiem wyboru” była heroina. Założona pośmiertnie przez jej męża strona internetowa nazywa Zoë muzykiem, aktywistką społeczną, aktorką, modelką, żoną i ćpunką. Abel Ferrara przyznał w jednym z wywiadów, że Lund uznawała heroinę za najlepszą rzecz, jaka spotkała jej życie; dodał także, że uwielbiała heroinę, została zabita przez heroinę.
Zoë Lund zmarła 16 kwietnia 1999 roku w Paryżu z powodu niewydolności serca powiązanego z zażywaniem kokainy, która była jej głównym narkotykiem po przeprowadzce ze Stanów Zjednoczonych do Francji w 1997 roku. Artystka została skremowana, a jej prochy zostały rozrzucone nad Sekwaną przez jej matkę.

## Filmografia
Filmy
- 1981 – Kaliber 45 (tytuł oryg. Ms. 45), rola: Thana[20][21]
- 1984 – Efekty specjalne, rola: Andrea Wilcox/Elaine Bernstein[20][21]
- 1984 – Terror in the Aisles, materiały archiwalne (film dokumentalny)
- 1989 – The Houseguest, rola: Marla
- 1989 – Exquisite Corpses, rola: Belinda Maloney
- 1989 – Heavy Petting, jako ona sama (film dokumentalny)
- 1992 – Zły porucznik, rola: Zoe; scenariusz
- 1993 – Hot Ticket, jako ona sama; scenariusz i reżyseria (krótkometrażowy film dokumentalny)
- 1994 – Hand Gun, rola: Zelda
- 1994 – Dreamland, rola: Caroline
- 2001 – Jonas at the Ocean, jako ona sama (film dokumentalny)
- 2003 – The Self-Destruction of Gia, jako ona sama (film dokumentalny)

Seriale telewizyjne
- 1985 – Policjanci z Miami (1 odc.), rola: Miranda
- 1988 – Hothouse (7 odc.), rola: Chickie